# M-3S
M-3S lub Mu-3S – japońska trójstopniowa rakieta nośna na paliwo stałe, piąta rakieta serii Mu, następczyni rakiety M-3H. Została zastąpiona przez mocniejszą rakietę M-3S2.

## Specyfikacje
Zdolność wynoszenia wynosiła 300 kg na niską orbitę okołoziemską, zaś sama rakieta miała 1,41 m średnicy, 23,8 m wysokości i masę 48,7 ton (tyle samo co M-3H). W przeciwieństwie do M-3H, miała większą startową siłę ciągu, zamiast 267,117 kN w M-3H, ciąg startowy w M-3S wynosił 267,147 kN.

## Starty
1. 17 lutego 1980, 9:40 JST; s/n M-3S-1; miejsce startu: Centrum Kosmiczne Uchinoura (LC-M), Japonia
Ładunek: Tansei 4; Uwagi: start udany
2. 21 lutego 1981, 9:30 JST; s/n M-3S-2; miejsce startu: Centrum Kosmiczne Uchinoura (LC-M), Japonia
Ładunek: Hinotori; Uwagi: start udany
3. 20 lutego 1983, 14:10 JST; s/n M-3S-3; miejsce startu: Centrum Kosmiczne Uchinoura (LC-M), Japonia
Ładunek: Tenma; Uwagi: start udany
4. 14 lutego 1984, 17:00 JST; s/n M-3S-4; miejsce startu: Centrum Kosmiczne Uchinoura (LC-M), Japonia

Rodzina rakiet Mu

Ładunek: Ohzora; Uwagi: start udany